# Lydoceras fasciata
Lydoceras fasciata is een keversoort uit de familie van oliekevers (Meloidae). De wetenschappelijke naam van de soort is voor het eerst geldig gepubliceerd in 1775 door Johann Christian Fabricius.
Fabricius noemde de soort oorspronkelijk Mylabris fasciata. Silvin Augustin de Marseul deelde ze later in bij het door hemzelf opgerichte geslacht Lydoceras.